# 화성 용주사 전답양안
화성 용주사 전답양안(龍珠寺 田畓量案)은 대한민국 경기도 화성시 송산동 용주사의 토지에 대한 상세한 정보를 가지고 있어 해당 지역의 사회경제사 연구 및 조선후기 사원전의 운영실태를 파악할 수 있는 중요한 자료이다. 2012년 3월 26일 경기도의 유형문화재 제269호로 지정되었다.

## 지정 사유
일반적인 양안과는 달리 초록색 마포에 무쇠로 장정을 한 것은 이 양안이 일반적이지 않고 용주사의 토지에 대한 상세한 정보를 가지고 있어 해당 지역의 사회경제사 연구 및 조선후기 사원전의 운영실태를 파악할 수 있는 중요한 자료로 가치가 인정된다.

## 참고 문헌
- 화성 용주사 전답양안2건 - 국가유산청 국가유산포털